# Bisdom Clogher
Het bisdom Clogher (Latijn: Dioecesis Clogheriensis, Iers: Deoise Chlochair) is een Iers rooms-katholiek bisdom. De oorsprong van het bisdom gaat terug tot de bouw van een klooster en  kerk door Mac Cairthin van Clogher op de plaats waar nu het dorp Clogher ligt, die daartoe de opdracht gekregen zou hebben van St. Patrick. Mac Cairthin zou daarbij ook aangewezen zijn als bisschop.
Het bisdom werd opgericht in 1110 tijdens de Synode van Ráth Breasail. Daarbij werden in het noorden van Ierland 12 bisdommen opgericht met Armagh als zetel voor de primaat.
Het bisdom telt anno 2011 114.300 inwoners, voor 77 % katholiek, verspreid over 37 parochies. Het bisdom omvat het graafschap Monaghan, het grootste deel van Fermanagh en kleine delen van Tyrone, Donegal, Louth en Cavan.

## Kathedraal

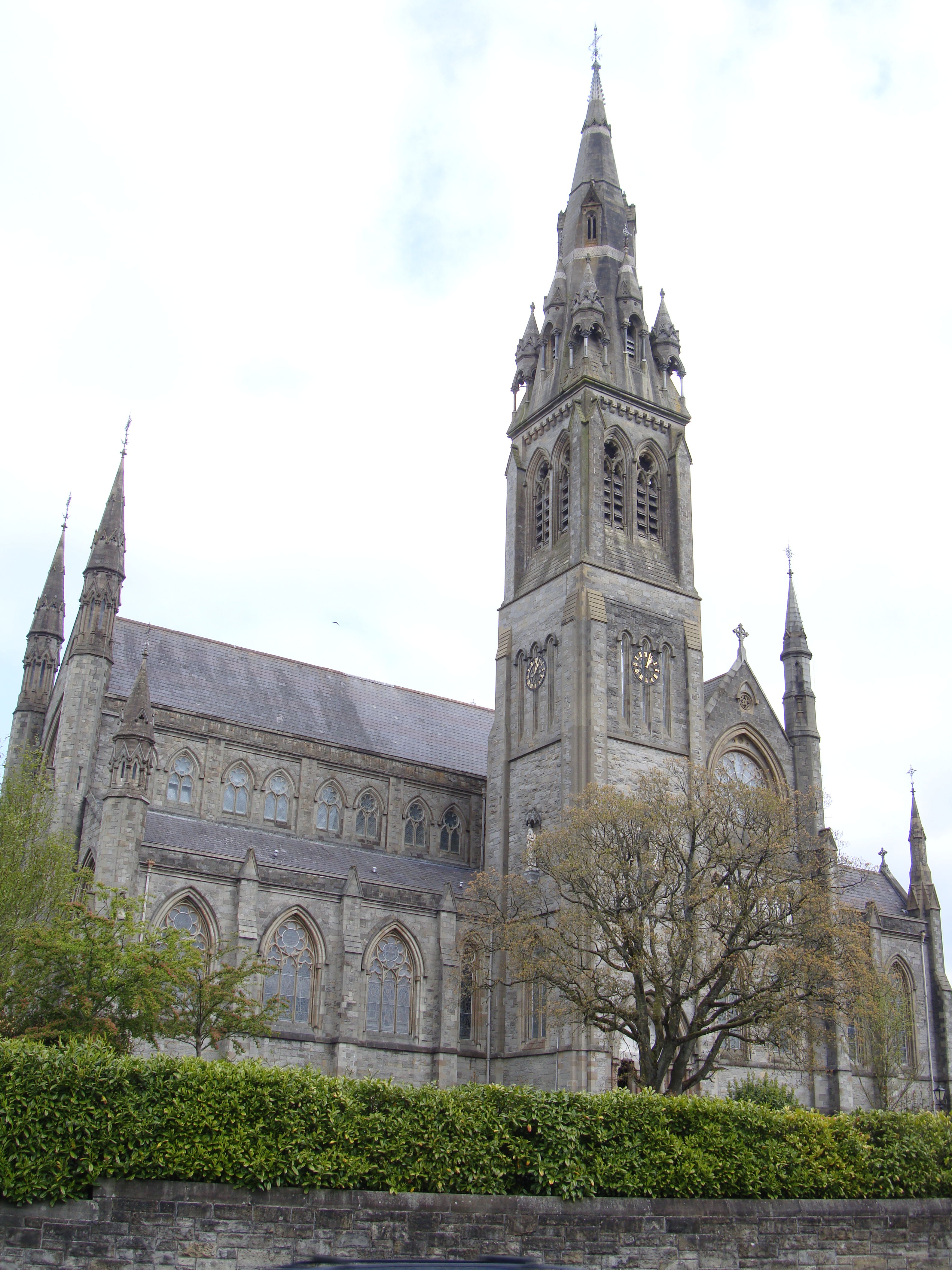
Kathedraal in Monaghan

De kathedraal van het bisdom staat tegenwoordig in Monaghan. Het gebouw, gewijd aan de patroonheilige van het bisdom Mac Cairthin van Clogher is gebouwd tussen 1861 en 1893. De inwijding was in 1892. In de plaats Clogher staat ook een kathedraal gewijd aan Mac Cairthin (of in het Engels St Macartan), maar die is in gebruik bij de Church of Ireland.